# Padalske enote
Padalske enote (angleško Parachute Units; nemško Fallschirmjäger (dobesedno Padalski lovci)) so pehotne enote, ki so primarno izurjene za padalske skoke. Za transport se  večinoma uporabljajo taktična transportna letala, toda uporaba jadralnih letal ni redkost; sodobne enote pa uporabljajo tudi helikopterje.
Ker danes padalske, zračnoprevozne in zračnodesantne enote večinoma uporabljajo isto opremo, je razlika v urjenju in nazivu (zaradi tradicije so obdržali prvotno ime).

## Seznam
- seznam padalskih enot